# Врождённая дистрофия стромы роговицы
Врождённая дистрофия стромы роговицы (англ. Congenital stromal corneal dystrophy; CSCD; Witschel dystrophy) — исключительно редкая форма дистрофии роговой оболочки человека. Это заболевание, к 2009 году описанное лишь в четырёх семьях, не прогрессирует и, как показывают исследования, связано с мутациями гена DCN, кодирующего протеогликан декорин. Основные патологические признаки этой дистрофии — многочисленные непрозрачные хлопье- или перо-образные включения в строме. С возрастом этих пятнышек становится всё больше и со временем при осмотре глаза становится невозможно разглядеть эндотелий. У некоторых пациентов отмечен страбизм и широкоугольная глаукома. Толщина роговицы неизменна, Десцеметова мембрана и эндотелий относительно сохранны. Не развивается эрозий роговицы, не отмечается светобоязни, не происходит васкуляризации. Фибриллы коллагена, составляющие основу стромы, имеют уменьшенный диаметр и сплетённые из них ламеллы упакованы намного более плотно по сравнению с нормой.